# Bury a Friend
Bury a Friend (geschreven in kleine letters) is een nummer van de Amerikaanse zangeres Billie Eilish. Het nummer werd uitgebracht op 30 januari 2019, door Darkroom en Interscope Records. Het nummer is de derde single van Eilish debuutstudio-album When We All Fall Asleep, Where Do We Go? (2019) en het wordt als tiende nummer afgespeeld. De videoclip, geregisseerd door Michael Chaves, kwam uit tegelijk met het nummer.

## Commercieel
"Bury a Friend" debuteerde op nummer 74 op de Amerikaanse Billboard Hot 100 voordat hij naar nummer 14 ging met 29,1 miljoen streams en 18.000 downloads die in de eerste volledige week van het nummer werden verkocht, en werd op dat moment de hoogste piek van Eilish, die ze ooit behaalde.

## Videoclip
Een begeleidende videoclip voor "Bury a Friend" werd geregisseerd door Michael Chaves en opgenomen in één dag. Het werd uitgebracht op 30 januari 2019 op het YouTube-kanaal van Eilish. In een interview met Annie Mac van BBC Radio 1, legde Eilish uit dat de video was geïnspireerd door haar liefde voor "bang zijn", wat haar ertoe aanzette om gemeenschappelijke fobieën op te nemen.